# قائمة المنشآت الرياضية في تونس
هذه قائمة بالمنشآت الرياضية في تونس:

## المنشآت الرياضية

### المدن الرياضية
| عدد. | المدينة الرياضية         | الصورة | المنطقة | الولاية       | الموقع                                             |
| ---- | ------------------------ | ------ | ------- | ------------- | -------------------------------------------------- |
| 1    | المدينة الرياضية برادس   |        | رادس    | ولاية بن عروس | 36°44′52″N 10°16′22″E / 36.74778°N 10.27278°E      |
| 2    | المدينة الرياضية بالمنزه |        | المنزه  | ولاية تونس    | 36°50′23.2″N 10°11′7.3″E / 36.839778°N 10.185361°E |

### ملاعب كرة القدم
| عدد. | الملعب                    | الصورة    | السعة  | المنطقة      | النادي                      | الموقع                                             |
| ---- | ------------------------- | --------- | ------ | ------------ | --------------------------- | -------------------------------------------------- |
| 1    | الملعب الأولمبي برادس     |           | 60 000 | رادس         | الترجي الرياضي التونسي      | 36°44′52″N 10°16′22″E / 36.74778°N 10.27278°E      |
| 2    | الملعب الأولمبي بالمنزه   |           | 45 000 | المنزه       | النادي الفريقي              | 36°50′23.2″N 10°11′7.3″E / 36.839778°N 10.185361°E |
| 3    | الملعب الأولمبي بسوسة     |           | 000 45 | سوسة         | النجم الرياضي الساحلي       | 35°49′24″N 10°36′46″E / 35.82333°N 10.61278°E      |
| 4    | ملعب الطيب المهيري        |           | 22 000 | صفاقس        | النادي الرياضي الصفاقسي     | 34°44′01″N 10°44′47″E / 34.73361°N 10.74639°E      |
| 5    | ملعب مصطفى بن جنات        | غير معروف | 20 000 | المنستير     | الإتحاد الرياضي المنستيري   | 35°46′35″N 10°49′13″E / 35.77639°N 10.82028°E      |
| 6    | ملعب 15 أكتوبر            | غير معروف | 20 000 | بنزرت        | النادي الرياضي البنزرتي     | 37°16′44″N 9°51′56″E / 37.278923°N 9.865583°E      |
| 7    | ملعب الشاذلي زويتن        |           | 18 000 | تونس العاصمة | الملعب التونسي              | 36°49′44″N 10°10′12″E / 36.828863°N 10.170121°E    |
| 8    | ملعب علي الزواوي          |           | 15 000 | القيروان     | الشبيبة الرياضية القيروانية | 35°39′59″N 10°06′34″E / 35.66639°N 10.10944°E      |
| 9    | ملعب الهادي النيفر        | غير معروف | 000 11 | باردو        | الملعب التونسي              | غير معروف                                          |
| 10   | الملعب الأولمبي بقابس     |           | 10 000 | قابس         | الملعب القابسي              | 33°50′52″N 10°05′58″E / 33.8477°N 10.0994°E        |
| 11   | ملعب 7 مارس               |           | 10 000 | بن قردان     | الإتحاد الرياضي ببن قردان   | 33°07′59″N 11°12′58″E / 33.13306°N 11.21611°E      |
| 12   | الملعب الأولمبي بباجة     |           | 8 000  | باجة         | الأولمبي الباجي             | 36°43′40″N 9°11′33″E / 36.72778°N 9.19250°E        |
| 13   | ملعب ميدون-جربة           |           | 8 000  | ميدون - جربة | الأمل الرياضي ميدون         | غير معروف                                          |
| 14   | الملعب البلدي بحمام الأنف | غير معروف | 7 200  | حمام الأنف   | النادي الرياضي لحمام الأنف  | 36°43′38″N 10°20′46″E / 36.72722°N 10.34611°E      |
| 15   | ملعب الكاف                | غير معروف | 7 000  | الكاف        | أولمبيك الكاف               | غير معروف                                          |
| 16   | ملعب الجليدي              | غير معروف | 7 000  | جرجيس        | الترجي الرياضي الجرجيسي     | 33°29′30″N 11°06′38″E / 33.49167°N 11.11056°E      |
| 17   | ملعب 7 نوفمبر (قفصة)      | غير معروف | 7 000  | قفصة         | القوافل الرياضية بقفصة      | 34°25′21″N 8°46′18″E / 34.42250°N 8.77167°E        |
| 18   | ملعب عبدالعزيز شتوي       | غير معروف | 6 000  | المرسى       | المستقبل الرياضي بالمرسى    | 36°52′30″N 10°19′12″E / 36.87500°N 10.32000°E      |
| 19   | ملعب حومة السوق بجربة     | غير معروف | 6 000  | حومة السوق   | الجمعية الرياضية بجربة      | غير معروف                                          |
| 20   | الملعب الأولمبي بمدنين    | غير معروف | 6 000  | مدنين        | النادي الأولمبي بمدنين      | غير معروف                                          |
| 21   | ملعب الحبيب التاجوري      | غير معروف | 5 000  | بني خلاد     | النجم الرياضي الخلادي       | غير معروف                                          |
| 22   | الملعب البلدي بالمتلوي    | غير معروف | 500 3  | المتلوي      | النجم الرياضي بالمتلوي      | غير معروف                                          |
| 23   | ملعب حمدة العواني         |           | 4 500  | القيروان     | الشبيبة الرياضية القيروانية | 35°41′13″N 10°04′25″E / 35.68694°N 10.07361°E      |
| 24   | ملعب فرحات حشاد           |           | 2 000  | قرقنة        | نادي محيط قرقنة             | غير معروف                                          |

### القاعات الرياضية
| عدد. | القاعة                             | الصورة | السعة  | المنطقة  | النادي                    |
| ---- | ---------------------------------- | ------ | ------ | -------- | ------------------------- |
| 1    | القاعة متعددة الاختصاصات برادس     |        | 000 17 | رادس     | منتخب تونس لكرة السلة     |
| 3    | القاعة الرياضية 7 نوفمبر بالمنستير |        | 000 15 | المنستير | الإتحاد الرياضي المنستيري |
| 3    | قصر الرياضة بالمنزه                |        | 000 9  | المنزه   | منتخب تونس لكرة اليد      |
| 4    | القاعة الرياضية ببني خيار          |        | 500 7  | بني خيار | الجمعية الرياضية بني خيار |
| 5    | القاعة المغطات توفيق بوهيمة برادس  |        | 000 5  | رادس     | النجم الرياضي الرادسي     |
| 6    | القاعة الرياضية بأريانة            |        | 500 4  | أريانة   | الجمعية الرياضية بأريانة  |
| 7    | القاعة الرياضية بصيادة             |        | 000 2  | صيادة    | الاتحاد الرياضي الصيادي   |

### المسابح الأولمبية
| عدد. | الملعب                  | الصورة    | السعة | المنطقة | الولاية       | مغطى/بدون تغطية |
| ---- | ----------------------- | --------- | ----- | ------- | ------------- | --------------- |
| 1    | المسبح الأولمبي بالمنزه |           | 000 5 | المنزه  | ولاية تونس    | بدون تغطية      |
| 2    | المسبح الأولمبي برادس   | غير معروف | 500 4 | رادس    | ولاية بن عروس | مغطى            |